# سام ويبستر (دراج)
سام ويبستر (بالإنجليزية: Sam Webster) مواليد 16 يوليو 1991 في أوكلاند، هو دراج نيوزلندي في صنف سباق الدراجات على المضمار. شارك وحقق ميدالية في دورة ألعاب الكومنولث.

## الميداليات
| الميدالية | المسابقة                               |
| --------- | -------------------------------------- |
| ذهبية     | بطولة العالم للدراجات على المضمار 2014 |
| فضية      | بطولة العالم للدراجات على المضمار 2013 |
| فضية      | بطولة العالم للدراجات على المضمار 2015 |
| برونزية   | بطولة العالم للدراجات على المضمار 2012 |
| ذهبية     | دورة ألعاب الكومنولث 2014              |
| فضية      | دورة ألعاب الكومنولث 2010              |

## وصلات خارجية
- الموقع الرسمي

## روابط خارجية
- سام ويبستر على موقع الاتحاد الدولي للدراجات (الإنجليزية)
- سام ويبستر على موقع أرشيف الدراجات (الإنجليزية)
- سام ويبستر على موقع إحصائيات الدراجات الإحترافية (الإنجليزية)
- سام ويبستر على موقع CycleBase (الإنجليزية)
- سام ويبستر على موقع أوليمبيديا (الإنجليزية)
- سام ويبستر على موقع اللجنة الأولمبية النيوزيلندية (الإنجليزية)